# Дайнер

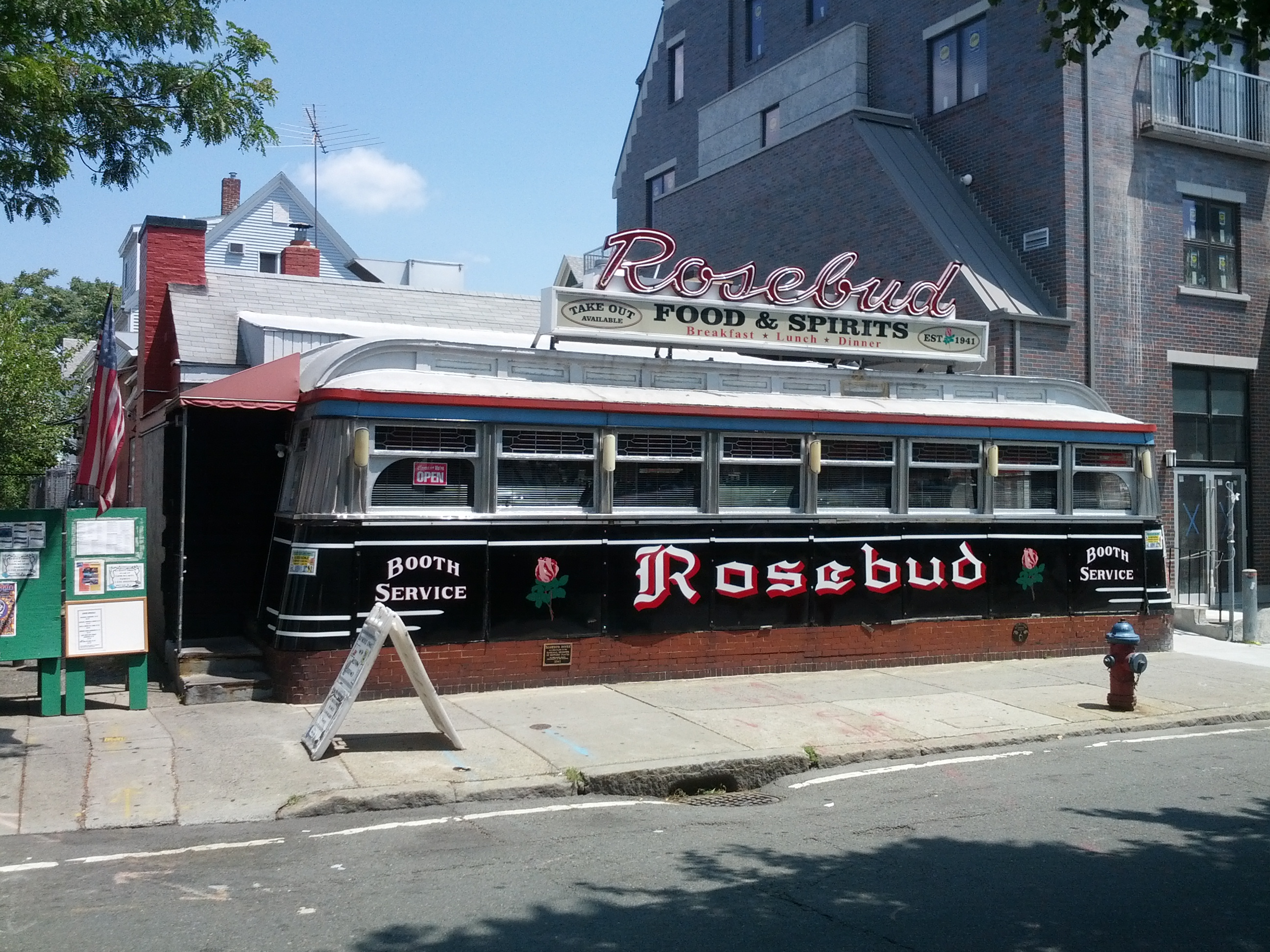
Дайнер Rosebud

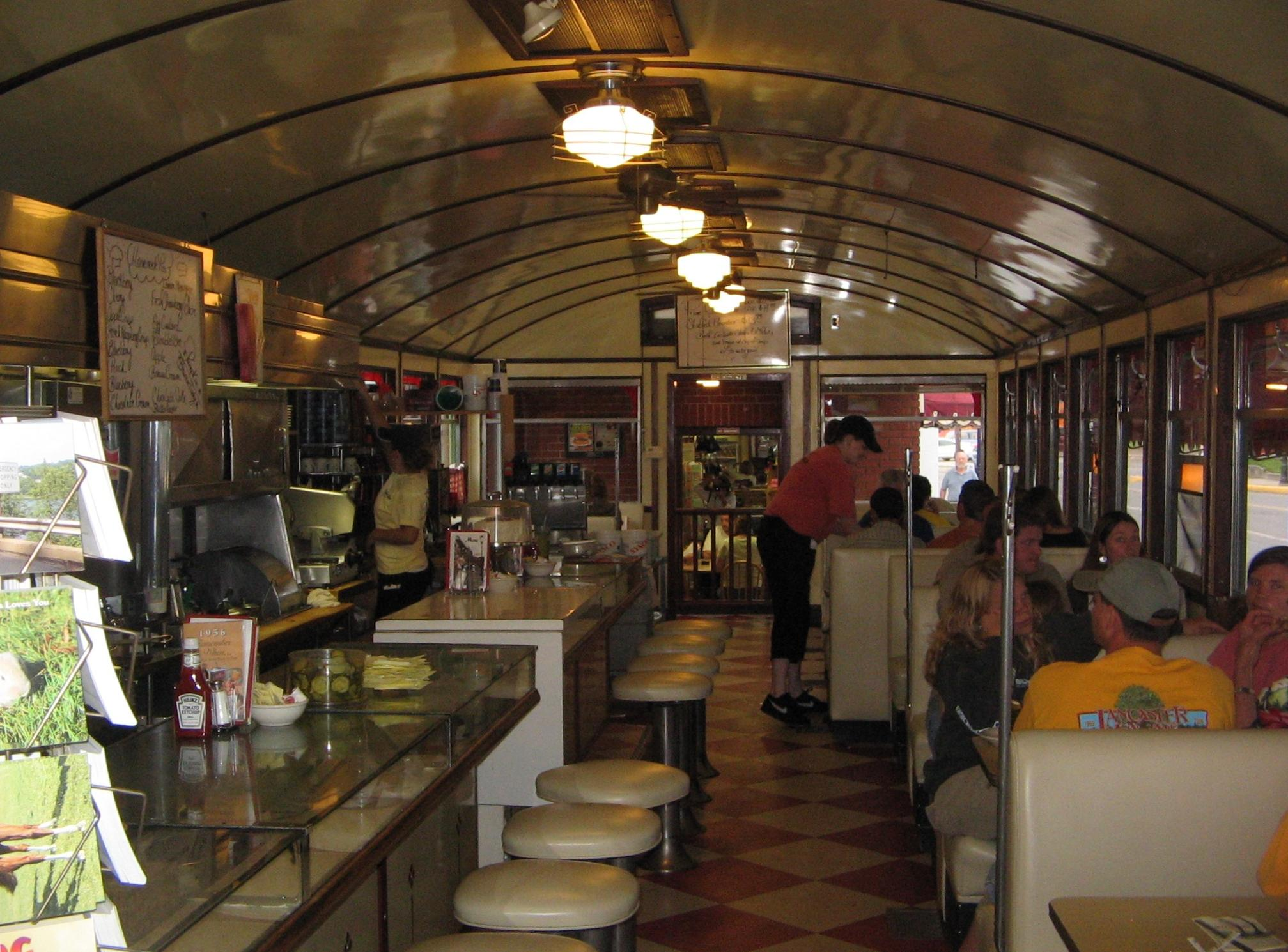
Интерьер дайнера

Да́йнер (англ. diner) — тип ресторана быстрого обслуживания, характерный для Северной Америки, особенно для Среднего Запада, Нью-Йорка, Пенсильвании, Нью-Джерси и других северо-восточных штатов Америки, хотя подобные заведения можно встретить по всей территории США, Канады и местами в Западной Европе.
Некоторые люди используют понятие «дайнер» только для закусочных, которые располагаются в отдельно стоящих зданиях традиционного стиля, другие — для обозначения любых закусочных, имеющих аналогичный ассортимент блюд и атмосферу, пусть даже они расположены в обычных зданиях. Дайнеры характеризуются широким перечнем блюд главным образом американской кухни, непринужденной атмосферой и режимом работы допоздна.
Отличительной чертой классических американских дайнеров является широкое использование нержавеющей стали для их оформления, что создаёт уникальную архитектуру дайнеров.

## История
Первый предшественник дайнера был создан в 1872 году Уолтером Скоттом, который продавал еду из повозки, запряженной лошадью, сотрудникам газеты Providence Journal в Провиденсе, Род-Айленд. Дайнер Скотта можно считать первой закусочной с выходом на улицу, поскольку он имел окна с каждой стороны повозки. Коммерческое производство таких «обеденных фургонов» началось в Вустере, Массачусетс, в 1887 году Томасом Бакли. Бакли добился успеха и стал известен благодаря своим вагонам White House Cafe. Чарльз Палмер получил первый патент (1893 год) на дайнер, который он назвал «ночным кафе».